# Karoline Knoth
Karoline Knoth (* 26. Mai 1964 in Bad Mergentheim) ist eine deutsche Ethnologin und Autorin im Themenbereich Weinkultur im Burgund. Seit April 2019 ist Karoline Knoth ebenso Dozentin an der L’École des Vins de Bourgogne des Weinfachverbandes BIVB in Beaune.

## Werdegang
Von 1983 bis 1990 studierte sie Europäische Ethnologie, Geschichte, Kunstgeschichte an den Universitäten Würzburg und Freiburg/Breisgau, als Wissenschaftliche Mitarbeiterin von Prof. Wolfgang Brückner schloss sie mit dem Master of European Ethnology ihr Studium ab.
Nach einigen Volontariaten, insbesondere in Freilandmuseen Fränkisches Freilandmuseum Bad Windsheim sowie dem Odenwälder Freilandmuseum Gottersdorf und der Denkmalpflege an der Universität Bamberg als wissenschaftliche Mitarbeiterin von Prof. Achim Hubel wurde sie 1991 Museumsdirektorin des Henneberg Museums in Münnerstadt und daneben verantwortlich für die "Münnerstädter Kulturtage". Ab 1999 war sie stellvertretende Bezirksheimatpflegerin in Unterfranken und gleichzeitig Direktorin des Museums Schloss Aschach. 2001 wechselte sie zur Firma Ganshorn (Medizin Elektronik GmbH), wo sie als Assistentin der Geschäftsleitung, Produktmanagerin und Leiterin des Auslandsvertriebs war.

## Umzug nach Frankreich
Im Jahr 2011 zog sie nach Meursault in Frankreich. Sie studierte an der Universität Burgund in Dijon  "Wein, Kultur und Weintourismus" und schloss 2014 mit einem Universitäts-Diplom ab. In dieser Zeit begann sie auch wissenschaftliche Bücher auf Französisch zu veröffentlichen. 2013 erhielt sie die "Carte Professionnelle de Guide Conférencier" (Lizenz als staatlich geprüfte Gästeführerin). 2014 gründete sie das Unternehmen "La Bourgogne à vos Pieds" und arbeitet seither als Tourist Guide, Übersetzerin und Autorin. Sie ist sowohl Partnerin des "Office de Tourisme Intercommunal de Beaune" als auch des "Hôtel-Dieu" der Hospices de Beaune.
In dieser Zeit erstellte sie die wissenschaftliche Arbeit für das Ausstellungs – und Buchprojekt "Allons en Vendanges. Meursault dans les années 50 à travers les cartes postales de Maurice Collin", eine Ausstellung, die in der Folge im Musée du Vin von Beaune und in der Hochschule Geisenheim (Rheingau) gezeigt wurde. 2016/17 erwarb sie das Universitätsdiplom "Terroir et Dégustation" mit der Note sehr gut. Ihre Diplomarbeit wurde in der Reihe der « Cahiers du CHVV » veröffentlicht. Es folgte die wissenschaftliche Bewertung des Archivfonds von André Lagrange (Stadtarchiv von Beaune) auf der Ebene des Dorfes Meursault mit Ausstellung und Veröffentlichungen, sowie mehreren Vorträgen Musée du Vin de Beaune, an der Académie des sciences, arts et belles lettres (Akademie der Wissenschaften) von Dijon.
Für das 2019 erschienene Buch, Moi, je suis Vigneron à Meursault. Une enquête d’Andrè Lagrange, konnte sie den berühmten Winzer und Mitinhaber des weltweit bekannten Weingutes Domaine de la Romanée-Conti in Burgund, Aubert de Villaine, für das Vorwort gewinnen.

## Ehrung
- Sonderpreis  der Association des Climats de Bourgogne[3] 2014 für die Ausstellung und das Buch "Allons en vendanges-Meursault dans les années 50"
- Seit 2017 jährlich Sonderpreis der Association des Climats de Bourgogne für die Organisation des Studientags "Meursault sous toutes les coutures" zur Geschichte des Weines in Meursault und Burgund.

Ehrenamt
- Seit 1987 im deutsch-französischen Kulturaustausch aktiv
- Assoziiertes Mitglied der Akademie der Wissenschaften (Académie des sciences, arts et belles lettres) Dijon
- Collectif des Guides indépendants en Bourgogne-Franche-Comté (Kollektiv der Gästeführer in Burgund und Franche-Comté; Schatzmeister seit seiner Gründung im Jahr 2017)
- Centre beaunois d'études historiques CBEH, Beaune
- Centre d'Histoire de la vigne et du vin CHVV, Beaune
- Amis de l'orgue Cavaillé-Coll de l'église Saint Nicolas de Meursault (Schatzmeister)
- Association Le Globe de Meursault (Präsidentin seit seiner Gründung in der Schweiz 2013)
- Mitglied des Vorstands  des deutsch-französischen Vokal- und Instrumentalensembles "les Amis de Claudio" seit seiner Gründung im Jahr 2007

## Veröffentlichungen
Bücher
- Allons en Vendanges. Meursault dans les années 50 à travers les cartes postales de Maurice Collin. Les Cahiers du Globe 1, 2014, ISBN 978-2-9548627-0-5
- Moi, je suis Vigneron à Meursault. Une enquête d’Andrè Lagrange en 1946 Herausgeber: Cahiers du Globe 2, März 2019, ISBN 978-2-95-48627-1-2
- Malerhandwerk und Wanddekoration im frühen 20. Jahrhundert (Hausforschung in Bayern 5). Bad Windsheim 1992, ISBN 978-3-926834-23-2
- 70 Jahre Museum Münnerstadt (Henneberg-Museum Münnerstadt 1) Münnerstadt 1996
- Bauhandwerk in Münnerstadt, Großwenkheim und Wermerichshausen (Henneberg-Museum Münnerstadt 2). Münnerstadt 1997.
- Beten mit den Füßen. Wallfahrten im östlichen Landkreis Bad Kissingen. (Henneberg-Museum Münnerstadt 3). Münnerstadt 1998.

Aufsätze
- Meursault, Village des grands vins blancs? Cahiers d'histoire de la vigne et du vin, No. 16, 2016 (édité en 2018) Seite 37–71 (ISSN 1625-6336)
- Tagungsbericht der 1.Tagung der Museumspädagogen an Freilichtmuseen am 19./20. November 1987. In: BBV 15 (1988), H. 1, S. 46 f.
- 2. Tagung der Museumspädagogen an Freilichtmuseen. In: BBV 15 (1988), S. 218.f
- Fotografische Ateliers. In: Äußerst getroffen und schön. Historische Fotografie in Unterfranken. Begleitband zur gleichnamigen Ausstellung. Würzburg 1989, S. 20–30.
- Was Sie nie über Museumsarbeit wissen wollten. In BBV 21 (1994), H. 3, S. 182 – 185. Historische Fotografie im Museum. Ein Erfahrungsbericht. In: Museum heute 8 (1994), S. 20–26
- Die unbekannte Nachfrage – MUTEC 1995. In: BBV 22 (1995), H. 3, S. 177 f.
- Farberden im Thüringer Wald und in der Rhön. In: Heimat und Arbeit in Thüringen und Franken. Zum Volksleben einer Kulturregion. Hg. v. Wolfgang Brückner. Würzburg 1996, S. 199–203.
- Stille Leidenschaften – Sonderausstellungen im Museum einer fränkischen Kleinstadt. In: Mensch und Museum. Tagungsbericht der Deutschen Gesellschaft für Volkskunde AG Kulturhistorische Museen. Erfurt 1997.
- Bilder im Dienst einer Idee. Über den Umgang mit historischen Fotografien und Gärten der Sammlung Albert Kahn in Boulogne bei Paris. In: Museum heute 14 (1997), S. 32–34.
- Aus jedem Dorf ein Hund. Fotografien im Depot eines kleinen Museums. In: Ordnung im Fotoarchiv. Zur Inventarisierung und Erschließung kulturgeschichtlicher Fotosammlungen. Museumsverbandstexte Heft 8 (Hg: Hessischer Museumsverband e.V.), Kassel 1997, S. 24–31.
- Der lange Weg ins Depot oder: Umwege erweitern die Ortskenntnis. In: „Nicht ausgestellt! Das Depot – der andere Teil der Sammlung“, Tagungsbericht des 9. Bayerischen Museumstages vom 9. bis 11. Juli 1997 in Schweinfurt. München 1998, S. 108–110.
- Das Henneberg-Museum Münnerstadt. In: Museen in Bayern. Hg. v. d. Landesstelle für die nichtstaatlichen Museen. München 2000, 288–289
- Die Unvermeidlichen – Schachteln im Museum. In: Museum aktuell Nr. 31, München 1998, S. 1056–1057.
- Sonderausstellungen im Museum einer kleinen Stadt. In: Hessische Blätter für Volkskunde. Frankfurt a. M. 1998.
- Anmerkung zur Verwendung von Schablonen und blauen Pigmenten in der Dekorationsmalerei Süddeutschlands. In: Stein auf Stein. Ländliches bauen zwischen 1870 und 1930 (= Arbeit und Leben auf dem Lande 6), S. 315–332. Freilandmuseum am Kiekeberg 1999.
- Die Münnerstädter Nägelsieder.Quellen zu einer Lokalsage. In: Jahrbuch des Hennebergisch-Fränkischen Geschichtsvereins 15 (2000), S. 213–220.